# (5779) Schupmann
(5779) Schupmann – planetoida z pasa głównego asteroid okrążająca Słońce w ciągu 5 lat i 84 dni w średniej odległości 3,01 j.a. Została odkryta 23 stycznia 1990 roku w Kushiro przez Seiji Uedę i Hiroshi Kanedę. Nazwa planetoidy pochodzi od Ludwiga Schupmanna (1851-1920), niemieckiego optyka rozwijającego budowę teleskopów. Przed nadaniem nazwy planetoida nosiła oznaczenie tymczasowe (5779) 1990 BC1.